# 斯特雷沙夫卡河
49°44′34″N 19°36′19″E / 49.74278°N 19.60528°E

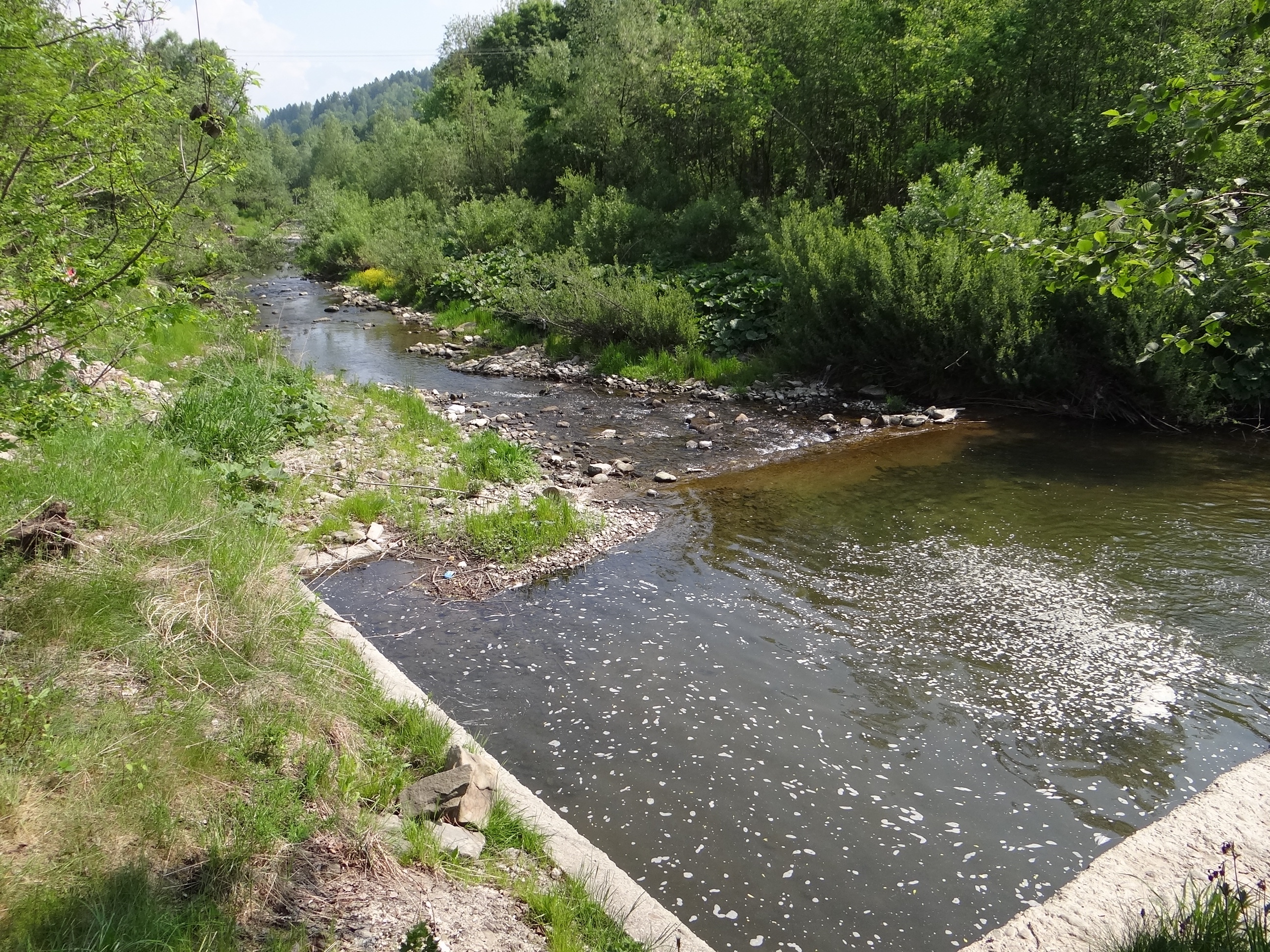

斯特雷沙夫卡河是波蘭的河流，位於該國東南部，處於小波蘭省，屬於斯卡瓦河的左支流，河道全長16公里，流域面積140平方公里，河口處在貝斯基德地區蘇哈。